# Łubianka (gemeente)
De gemeente Łubianka is een landgemeente in het Poolse woiwodschap Koejavië-Pommeren, in powiat Toruński.
De zetel van de gemeente is in Łubianka.
Op 30 juni 2004 telde de gemeente 5683 inwoners.

## Oppervlakte gegevens
In 2002 bedroeg de totale oppervlakte van gemeente Łubianka 84,64 km², waarvan:
- agrarisch gebied: 87% (uprawia się tutaj głównie pszenicę, jęczmień, rzepak en buraki cukrowe)
- bossen: 5%

De gemeente beslaat 6,88% van de totale oppervlakte van de powiat.

## Demografie
Stand op 30 juni 2004:
| Omschrijving                   | Totaal | Totaal | Vrouwen | Vrouwen | Mannen | Mannen |
| ------------------------------ | ------ | ------ | ------- | ------- | ------ | ------ |
| eenheid                        | aantal | %      | aantal  | %       | aantal | %      |
| inwoners                       | 5683   | 100    | 2850    | 50,1    | 2833   | 49,9   |
| bevolkingsdichtheid (inw./km²) | 67,1   | 67,1   | 33,7    | 33,7    | 33,5   | 33,5   |

In 2002 bedroeg het gemiddelde inkomen per inwoner 1441,8 zł.

## Administratieve plaatsen (sołectwo)
Bierzgłowo, Biskupice, Brąchnowo, Dębiny, Łubianka, Pigża, Przeczno, Warszewice, Wybcz, Wybczyk, Wymysłowo, Zamek Bierzgłowski
Zonder de status sołectwo : Leszcz, Słomowo

## Aangrenzende gemeenten
Chełmża, Łysomice, Unisław, Zławieś Wielka